# 1590
Відродження •  Реформація •  Епоха великих географічних відкриттів •  Ганза •  Річ Посполита •  Нідерландська революція •  Релігійні війни у Франції

## Геополітична ситуація
Османську державу очолює Мурад III (до 1595). Імператором Священної Римської імперії є Рудольф II (до 1612). Формальний Король Франції Генріх Наваррський не визнаний Католицькою лігою.
Королем Іспанії, Португалії, частини Італії та півдня Нідерландів є Філіп II Розсудливий (до 1598). Північні провінції Нідерландів проголосили незалежність. Північна Італія за винятком Венеціанської республіки належить Священній Римській імперії.
Королевою Англії є Єлизавета I (до 1603). Король Данії та Норвегії — Кристіан IV Данський (до 1648). Король Швеції — Юхан III (до 1592). Королем Богемії та Угорщини є імператор Рудольф II (до 1608).
Королем Речі Посполитої, якій належать українські землі, є Сигізмунд III Ваза.
У Московії править Федір I Іванович (до 1598). Існують Кримське ханство, Ногайська орда. Єгиптом володіють турки. Шахом Ірану є сефевід Аббас I Великий (до 1629).
У Китаї править династія Мін. Значними державами Індостану є Імперія Великих Моголів, Біджапурський султанат, Віджаянагара. У Японії триває період Адзуті-Момояма.
Триває підкорення Америки європейцями. На завойованих землях існують віцекоролівства Нова Іспанія та Нова Кастилія. Португальці освоюють Бразилію.

## Події

### В Україні
- Прийняття сеймом Речі Посполитої постанови «Порядок щодо низовців й України».
- У червні на з'їзді православних єпископів у Белзі Кирило Терлецький разом з іншими єпископами (зокрема, Гедеоном Балабаном) порушив питання про необхідність об'єднання православної і католицької церков.
- Письмова згадка про Нехворощ (Андрушівський район).
- Засновані Велика Ростівка — Оратівський район, Лютенька, Римарівка — Гадяцький район, Шняківка — Ніжинський район.

### У світі

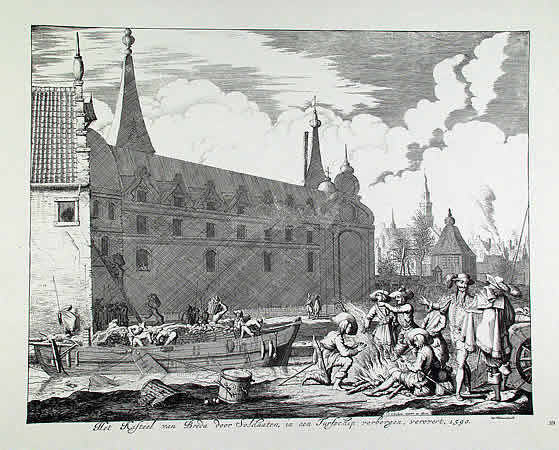
Облога міста Бреда в Нідерландах.

- Укладанням Стамбульської угоди завершилася війна між Туреччиною та Персією. За угодою Персія втратила Закавказзя.
- 15 вересня папою римським став Урбан VII, але його понтифікат тривав лише 12 днів — він помер від малярії.
- 5 грудня розпочався понтифікат Григорія XIV.
- У Нідерландах Моріц Оранський захопив місто Бреда.
- У Франції 14 березня Генріх IV завдав поразки силам католицької ліги поблизу Іврі, але спроби захопити Париж зазнали невдачі. Зрештою Генріх зняв облогу столиці через загрозу з боку іспанського полководця герцога Парми Алессандро Фарнезе.
- Тойотомі Хідейосі встановив повний контроль над Японією, взявши замок Одавара — цитадель роду Ґо-Ходзьо.

## Народились
Див. також: Категорія:Народились 1590

## Померли
- 3 лютого — в Парижі на 53-му році життя помер Жермен Пілон, видатний французький скульптор епохи Відродження, автор мармурового надгробку Генріха II і Катерини Медичі в храмі абатства Сен-Дені.
- 20 грудня — в Парижі у віці 80 років помер Амбруаз Паре, французький лікар, якого вважають батьком сучасної хірургії.